# 広島高速交通6000系電車
広島高速交通6000系電車（ひろしまこうそくこうつう6000けいでんしゃ）は、広島県広島市で新交通システム（アストラムライン）を運営する広島高速交通が、1994年8月20日の開業に合わせて導入した案内軌条式電車である。形式名を60系と記載する資料も存在する。

## 概要

### 導入までの経緯
広島県広島市の北西部に位置する丘陵地帯は1970年代以降宅地開発が進み、ラッシュ時には路線バスの定時運行が困難になるほどの深刻な道路の混雑が課題となっていた。そこで交通問題を抜本的に解決するため、1986年にバス以上の輸送力を持つ軌道系交通機関の新交通システム（案内軌条式鉄道）の導入が決定し、翌1987年には広島市などが出資する第三セクターである広島高速交通が設立された。公募により"アストラムライン"と言う愛称が付けられたこの路線に向けて開発されたのが6000系である。車両の製造は新潟鐵工所、川崎重工業、三菱重工業の3社を中心に行われた。

### 編成・外見・内装
編成は全電動車で、輸送能力や機器の信頼性、人件費などを考慮した結果、1ユニット3両を背中合わせに連結した6両固定編成となっている。
外見デザインは広島高速交通のシンボルカラーであるクロムイエロー（山吹色）を用いた上で、前面から屋根への連続した面の流れや1編成内でのまとまりを重視し、先進性と独自性を表現したものとなっており、複数のイメージスケッチやスケールモデル、実物大モデル等を用いた入念な検討が実施された。塗料はメンテナンスや車両洗浄の頻度削減を図るため、フッ素樹脂に加え新たに開発した焼成塗料が使用されている。
車内デザインについても解放感や人に優しく分かりやすい形状を念頭に開発が進められ、車内空間を明るくシンプルなものとすることで圧迫感を軽減した。座席は全車ロングシートで、先頭車には収納する事で車椅子スペースとなる折りたたみ式座席が2人分配置されている。腰掛の形状は自動車シートメーカーと共に開発を進め、身体を支持する座面形状、振動を吸収するクッション構造など自動車のシート技術が多数盛り込まれた設計となっている。車内各部に設置されているつり革や握り棒にも形状に工夫が加えられ、前者は混雑時に複数人が持てるよう配慮がなされている。また、アストラムラインは一部に地下鉄として建設された区間を有するため、各部に安全基準に対応した火災対策が施されている他、車両間には引戸が設置されている。。
運転台については全駅とも島式ホームが用いられている事から車両の右側に配置されており、前面窓ガラスは側面にも伸びる大型の曲面ガラスが採用されている。また前面左側には非常口が存在し、非常時には客室との仕切りにある扉の施錠が解除され乗客が避難できるようになっている。
これらのデザインは駅舎のインテリアデザイン、路線全体の色彩計画等と共にGKデザイン総研広島が手掛けたものである。

### 台車・機器
6000系の台車（1軸台車）は空気ばねを用いた平行リンク式を採用しており、各車両に1台の動力台車と1台の付随台車が設置されている。車輪は内部に中子式補助輪を入れた気体入りのラジアルタイヤで、全輪ともステアリング機能を有しているほか、緊急時に備えタイヤパンク検知装置も備わっている。台車に用いられる制動装置は油圧式のディスクブレーキである。
主電動機は自己通風型直流分巻式で、三菱電機製のMB-3311-Aを車体中央下部に装荷し推進軸によって台車に動力が伝達される。制御装置には消費電力の削減や回生ブレーキの導入を目的に高周波分巻チョッパ制御を採用しており、3個が直列接続された電動機を制御する。補助電源装置は静止形インバータ（SIV）を用い、容量は30 kVAである。制動装置は 電気指令式空気ブレーキで、通常時は回生ブレーキ、回生不足時は空気ブレーキが作動するようになっている。また空気圧が減少した際は主電動機に設置されたディスクブレーキを用いた留置ブレーキが働く。
アストラムラインは側面案内軌条式を採用しており、案内バーには複線式剛体トロリーに対応した集電装置が備わっている。正極と負極はそれぞれ独立しており、離線を防ぐため母線が引き通されている。
設計上の最高速度は70 km/hだが、営業時の速度はATC信号によって設定されており、マスター・コントローラーの頻繁なノッチ操作をしなくても一定の速度が維持されるようになっている。万が一信号コード以上の速度で運行した場合には、自動的に制動装置が作動し所定の速度まで減速する。車両に設置されている信号受信器は並列配置された2重系となっており、双方に不一致が生じた場合は低い速度の信号を優先して実行する。これらの信号が伝達されない無信号区間では、ATC受信器から非常ブレーキの指令がATC制御装置へ出力される。

## 運用
1994年8月20日の開業時に22編成が導入された6000系は、西風新都を始めとする開発地域の交通機関として使用された他、同年のアジア競技大会や1996年のひろしま国体等でも輸送手段として活躍した。1998年には輸送力増強用として1編成（第23編成）が増備されたが、この編成については空調の効果を高めるため、熱線吸収ガラスの採用やヒーターの容量や配置変更、日除け幕の降下位置の延長などの改良が実施された。また、開業当初積雪によるスリップが多発したことを受け、タイヤメーカーとの協議の上で開発されたサイピングやブロックパターンを表面に追加したタイヤへの交換を実施した。1999年から営業運転を開始した1000系電車と共に、2019年12月現在アストラムラインの全列車に使用されている。
また、6000系はその車両デザインが高く評価され、1995年度にグッドデザイン賞旅客デザイン部門の金賞を受賞している。

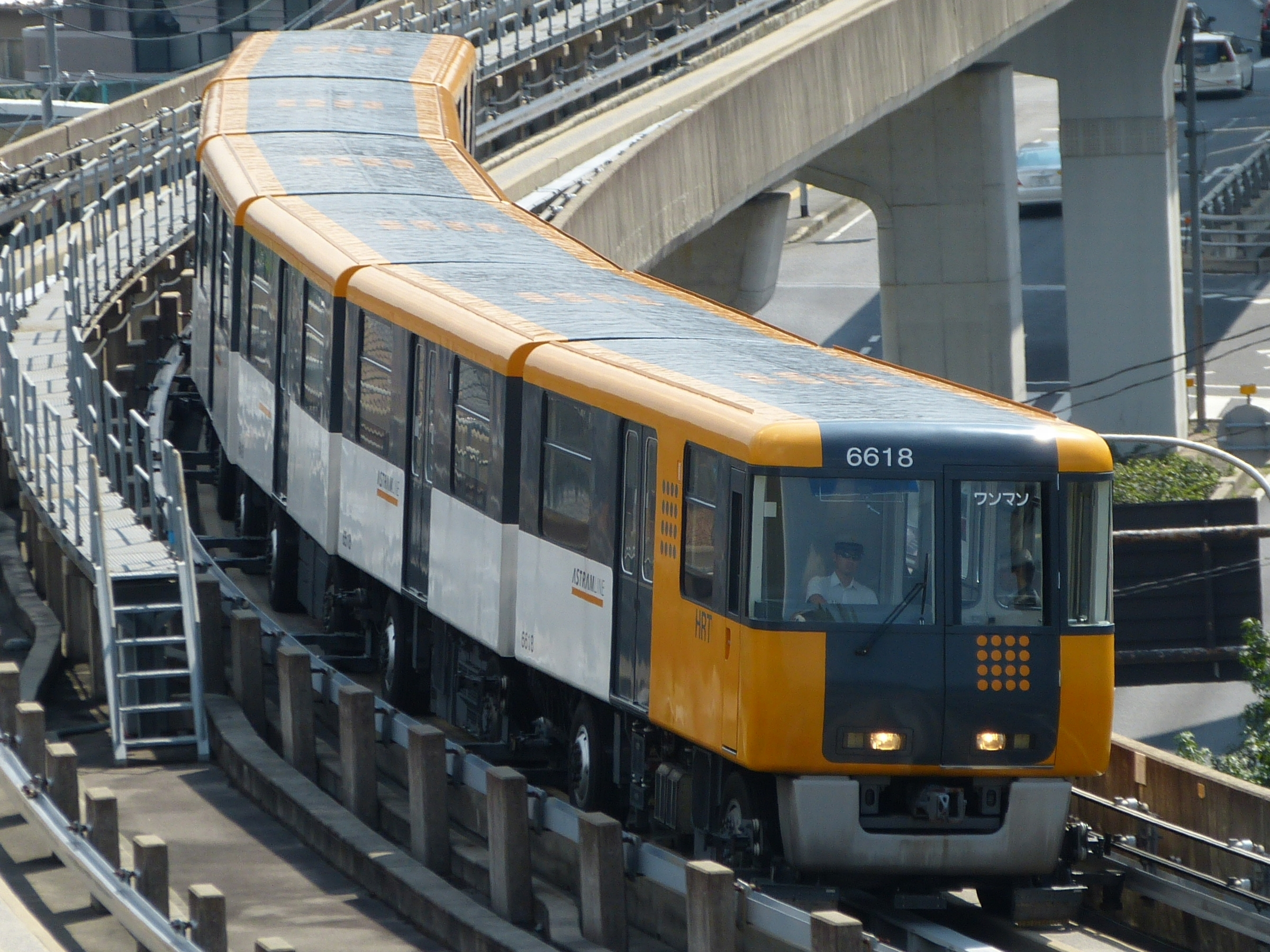
第18編成 6000系の屋根は黒色
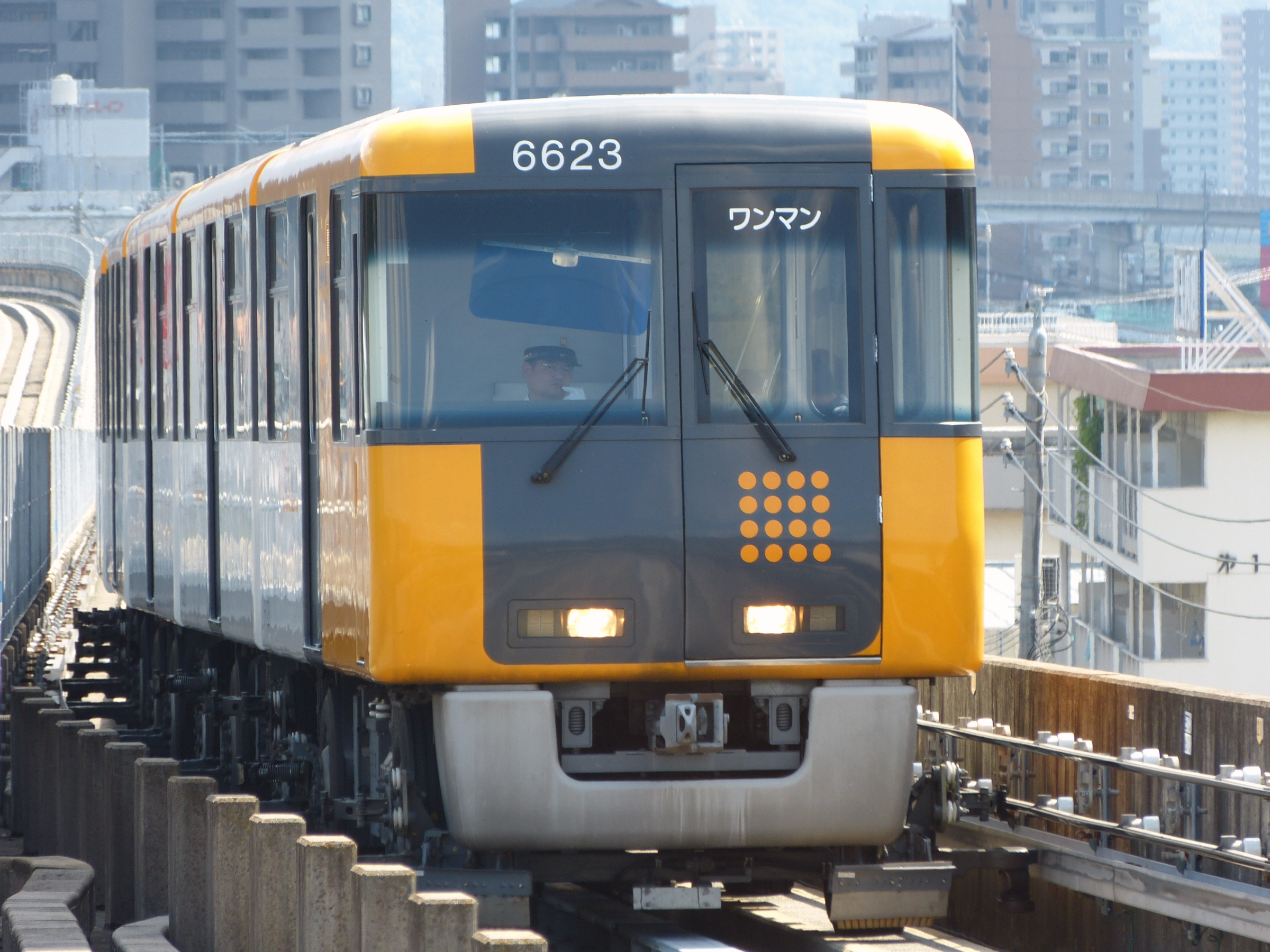
増備車である第23編成

## 編成
|          |              | 広島高速交通 6000系       |                           |                           |                           |                           |                           |
| 形式     | 形式         | 6100形 （Mc1）            | 6200形 （M2）             | 6300形 （M3）             | 6400形 （M4）             | 6500形 （M5）             | 6600形 （Mc6）            |
| ユニット | ユニット     | 1ユニット                 | 1ユニット                 | 1ユニット                 | 2ユニット                 | 2ユニット                 | 2ユニット                 |
| 車両番号 | 新潟鐵工所製 | 6101 ： 6109 6120 ： 6123 | 6201 ： 6209 6220 ： 6223 | 6301 ： 6309 6320 ： 6323 | 6401 ： 6409 6420 ： 6423 | 6501 ： 6509 6520 ： 6523 | 6601 ： 6609 6620 ： 6623 |
| 車両番号 | 川崎重工業製 | 6110 ： 6116              | 6210 ： 6216              | 6310 ： 6316              | 6410 ： 6416              | 6510 ： 6516              | 6610 ： 6616              |
| 車両番号 | 三菱重工業製 | 6117 ： 6119              | 6217 ： 6219              | 6317 ： 6319              | 6417 ： 6419              | 6517 ： 6519              | 6617 ： 6619              |

## 引退
老朽化に伴い、2020年3月から営業運転を開始した7000系へと順次置き換えられ、最後に残った第18編成が2025年5月18日にラストランを飾り、引退した。なお、ラストランの日はそれまでの「ありがとう6000系」装飾ではなく、製造時のオリジナル(但し、車端部や側面上部にステッカーなどは貼られていた)塗装で走行した。。

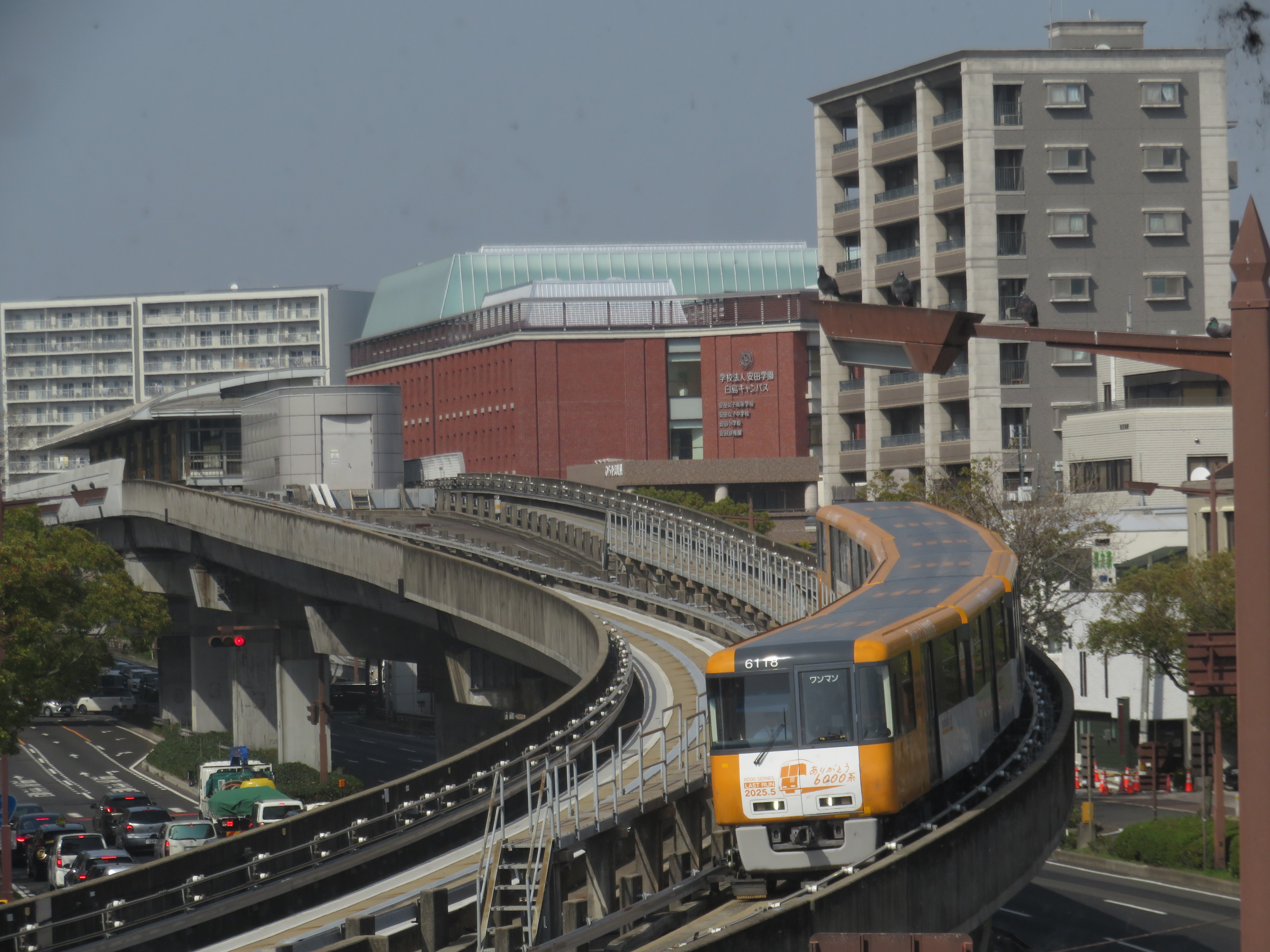
引退に伴う「ありがとう6000系」装飾が行われた編成（第18編成）（2025年撮影）

## 参考資料
- 徳永昭正、橋本和明、島倉正「広島高速交通60系新交通車両「アストラムライン」」『車両技術』第206号、1995年2月、71-82頁、doi:10.11501/3293491、ISSN 0559-7471。
- 日本鉄道運転協会『運転協会誌』1994年9月号ニュース「広島新交通システムアストラムラインの概要」（林　一成・広島高速交通（株）運輸部長）